# ده علي أسفيج (أسفيتش)
ده علي أسفیج (بالفارسية: ده علی‌اسفیج) هي قرية تقع في إيران في قسم أسفیتش الريفي. يقدر عدد سكانها بـ 98 نسمة .